# چطور دوست داری تا یک مرد یخی باشی؟
«چطور دوست داری تا یک مرد یخی باشی؟» (انگلیسی: How Would You Like to Be the Ice Man?) یک فیلم صامت کمدی آمریکایی است که در سال ۱۸۹۹ منتشر شد.